# Kościół św. Stanisława Biskupa w Brzeźnicy
Kościół św. Stanisława Biskupa – rzymskokatolicki kościół parafialny znajdujący się w Brzeźnicy w powiecie bocheńskim województwa małopolskiego.

## Historia
Świątynia drewniana, orientowana, barokowa, wybudowana w 1632 roku na miejscu poprzedniej, która spłonęła. Konsekrowana w 1635 roku przez biskupa Tomasza Oborskiego.

## Architektura
Kościół jednonawowy z zamkniętym trójbocznie prezbiterium węższym od nawy. Kruchty od zachodu i południa. Dach dwuspadowy nad nawą, zwieńczony sygnaturką i wielospadowy nad prezbiterium.

## Wystrój i wyposażenie
W ołtarzu głównym obraz św. Andrzeja Boboli, oraz wysuwany obraz przedstawiający św. Stanisława wskrzeszającego Piotrowina, namalowany przez Marię Artwińską w 1915 roku, jako wotum dziękczynne za ocalenie wsi od skutków I wojny światowej. Przed nim figura Matki Bożej z Dzieciątkiem, po bokach figury ewangelistów, w zwieńczeniu św. Andrzej Bobola. Ołtarz wykonany w 1776 roku przez P. Korneckiego.

Przy lewej ścianie w bocznym ołtarzu figura św. Józefa, po bokach figury św. Kingi i św. Dominika a w zwieńczeniu św. Mikołaj. W prawym ołtarzu bocznym figura Serce Jezusa, po bokach figury świętych Piotra i Pawła a w zwieńczeniu obraz św. Jana Kantego. Strop płaski, pokryty w 1899 roku polichromią: nad prezbiterium wyobrażającą Świętą Trójcę, nad nawą Ostatnią Wieczerzę. Ambona pochodzi z XVIII wieku, organy z XVII. Z poprzedniej świątyni zachowała się gotycko–renesansowa (z XVI wieku) chrzcielnica.

## Otoczenie
Przed kościołem znajduje się wolnostojąca, drewniana dzwonnica, z gotyckimi dzwonami.

## Dawny kościół pod wezwaniem świętego Piotra
Był to drewniany kościółek wybudowany na podwyższeniu terenu. Wokół świątyni znajdował się cmentarz. Prawdopodobnie stał on na miejscu obecnego kościoła pw. św. Stanisława. Kolejno właścicielami kościoła byli: Jan z Brzeźnicy (1078-1100); Zakon Bożogrobców; klasztor w Staniątkach (1238-1534); Piotr Kmita (1534-1539); Lubomirscy (1539-1630).

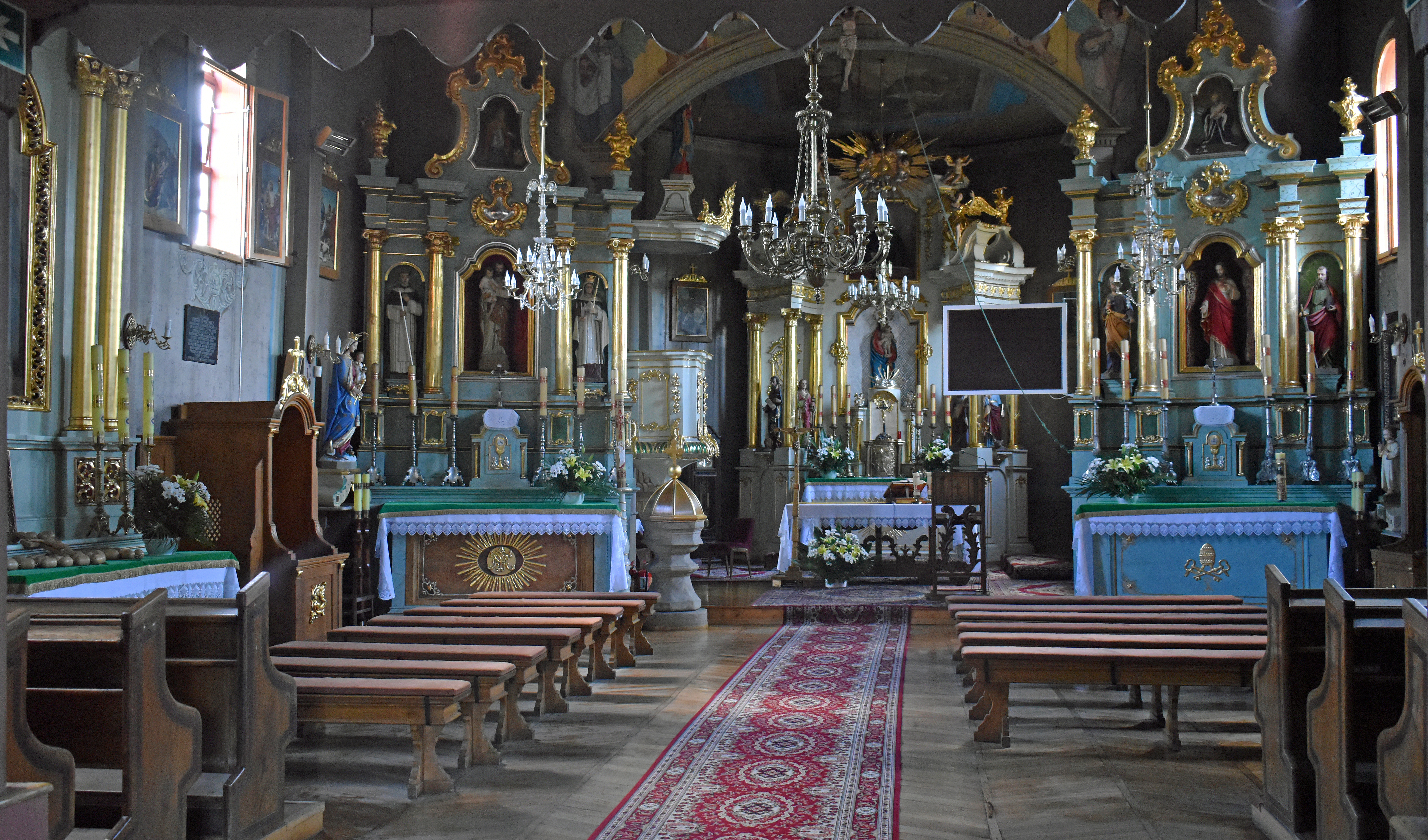
Wnętrze kościoła

## Źródła
- Strona Urzędu Gminy Bochnia. bochnia-gmina.pl. [zarchiwizowane z tego adresu (2013-12-06)].
- Paweł Kutaś, Szlak architektury drewnianej w Małopolsce, Wydawnictwo PROMO, Zakrzów 2013, ISBN 978-83-60941-50-8